# هیجیکاتا هیساموتو
هیجیکاتا هیساموتو ((به ژاپنی: 土方久元 Hijikata Hisamoto); ۲۳ نوامبر ۱۸۳۳ – ۴ نوامبر ۱۹۱۸) سیاستمدار، وزیر اهل ژاپن بود.